# Прогресивна партія США (1948 року)
Прогресивна партія (1948 року), в деяких штатах Незалежна прогресивна партія — політична партія США, що існувала в 1948—1955 роках і створена колишнім віце-президентом Генрі Воллесом і сенатором від Айдахо Гленом Тейлором під час передвиборчої президентської кампанії 1948 року. Не пов'язана з однойменними партіями що існували раніше.
Політична платформа Воллеса включала кінець сегрегації, повні виборчі права для афро-американців і універсальне державне медичне страхування. На ті часи така платформа була незвичайна і випереджала свій час. У південних штатах у передвиборчої кампанії афро-американці брали участь разом з білими. Сам Воллес відмовлявся виступати перед сегрегованою аудиторією і зупинятися в місцях, де підтримувалася сегрегація. Кандидатуру Воллеса підтримала невелика Американська трудова партія, а також Комуністична партія США. Втім, підтримка останньої скоріше зашкодила Воллесу через початок холодної війни і антикомуністичні настрої.